# Obsjtina Slivo Pole
Obsjtina Slivo Pole (bulgariska: Община Сливо Поле) är en kommun i Bulgarien.   Den ligger i regionen Ruse, i den nordöstra delen av landet, 280 km nordost om huvudstaden Sofia. Antalet invånare är 11 474. Arean är 276 kvadratkilometer. Obsjtina Slivo Pole gränsar till Obsjtina Tutrakan.
Terrängen i Obsjtina Slivo Pole är platt.
Obsjtina Slivo Pole delas in i:
- Babovo
- Borisovo
- Brăsjlen
- Goljamo Vranovo
- Kosjarna
- Malko Vranovo
- Rjachovo
- Stambolovo
- Judelnik

Följande samhällen finns i Obsjtina Slivo Pole:
- Slivo Pole